# Thomas Fantet de Lagny
Thomas Fantet de Lagny (Lyon, 7 de novembro de 1660 – Paris, 11 de abril de 1734) foi um matemático francês. É conhecido por haver calculado os 112 primeiros dígitos decimais de π.

## Biografia
Filho de Pierre Fantet, secretário do rei na chancelaria de Grenoble, e de Jeanne d'Azy, filha de um doutor em medicina de Montpellier.
Estudou no Colégio Jesuíta de Lyon e desenvolveu uma paixão pela matemática com os livros Euclide de Georges Fournier e Algèbre de Jacques Peletier du Mans. Sob pressão de sua família estudou direito em Toulouse, obtendo o título de advogado, mas nunca praticou a advocacia.
Em 1686 foi para Paris, onde foi tutor de matemática dos filhos do marechal Adrien Maurice de Noailles. Colaborou com Guillaume François Antoine, Marquês de l'Hôpital. Foi nomeado para a Académie des Sciences em 11 de dezembro de 1695.
Em 1697 mudou-se para Rochefort, onde foi professor no Institut d’hydrographie por 16 anos. Retornou para Paris em 1714, sendo residente na Academia e foi nomeado bibliotecário assistente do rei. Sob a regência foi nomeado diretor-adjunto do Banque générale, sendo seu diretor em 1725.
Viúvo de Marie-Anne Faurez em 1704, casou-se em 6 de setembro de 1712 com Jeanne-Claude Cochon du Puy, filha de Philippe, doutor em medicina. Morreu em Paris, em 11 de abril de 1734 (algumas fontes mencionam 12 de abril).

## Publicações
- Méthode nouvelle infiniment générale et infiniment abrégée pour l'extraction des racines quarrées, cubiques, etc. et pour l'approximation des mêmes racines à l'infini dans toutes sortes d'égalités (1691)
- Méthodes nouvelles et abregées pour l'extraction et l'approximation des racines et pour resoudre par le cercle et la ligne droite plusieurs problêmes solides et sursolides (1692)
- Nouveaux élémens d'arithmétique et d'algèbre, ou Introduction aux mathématiques (1697)
- De la Cubature de la sphère, où l'on démontre une infinité de portions de sphère égales à des pyramides rectilignes (1705)